# MTS/MEAO "West-Friesland"
De MTS/MEAO "West-Friesland" was een mbo-school in Hoorn. Het was gevestigd aan de Maelson-straat 24 vlak langs de provinciale weg.
Rond 1983 kreeg de school zijn eigen windturbine, die oorspronkelijk bedoeld was om elektriciteit mee op te wekken, maar vooral gebruikt werd voor studiedoeleinden voor de opleiding elektrotechniek.
Begin jaren negentig is het gefuseerd met andere scholen tot het ROC Horizon College. In een van de gebouwen is een tijd het Dierentehuis Hoorn Heberdina Japin-Timmer gevestigd geweest. Op het terrein van de school is nieuwbouw verrezen en de oorspronkelijke gebouwen zijn gesloopt.